# Cistecephalus
Cistecephalus és un gènere extint de teràpsids de la família dels cistecefàlids que va viure fa 260 milions d'anys en el període Permià. Va ser un de primers gèneres de dicinodonts a ser designats per Richard Owen el 1876.

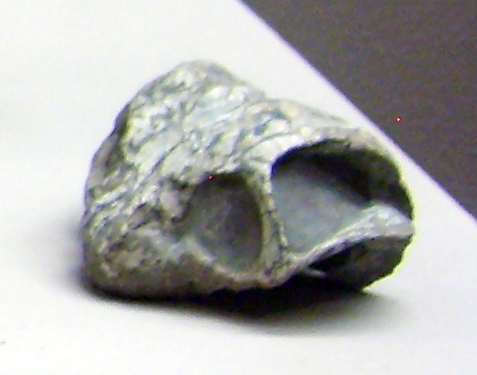
Crani de Cistecephalus, al Museum für Naturkunde, Berlín

## Característiques
El cap era aplanada i en forma de tascó, el cos curt, i les extremitats anteriors molt fortes, tènia similituds en l'estructura de les extremitats anteriors amb les dels mamífers excavadors moderns. La seva longitud no superava els 33 cm.

## Distribució
Se n'han trobat restes fòssils a Sud-àfrica, Zàmbia i l'Índia.